# أثر الاعتماد الأخلاقي
أثر الاعتماد الأخلاقي هو انحراف يحدث عندما يعمل سجل متابعة الشخص، باعتباره يتمتع بمساواة جيدة، على تأسيس حالة من التوثيق أو المصادقة أو الرخصة الأخلاقية اللاشعورية والتي تزيد من احتمالية اتخاذ قرارات أقل مساواة لاحقًا. ويحدث هذا الأثر حتى عندما يكون الجمهور أو جماعة الأقرآن الأخلاقية غير واعية بحالة الاعتماد الأخلاقي التي تأسست سابقًا للشخص المتأثر. فعلى سبيل المثال، الأفراد الذين أتيحت لهم فرصة توظيف امرأة أو أمريكي من أصل إفريقي في ظرف ما كانوا أكثر احتمالاً أن يقولوا لاحقًا، في ظرف مختلف، إن الوظيفة ستتناسب أكثر مع رجل أو شخص أبيض. وتحدث آثار مماثلة على ما يبدو أيضًا عندما يرصد شخص ما شخصًا آخر من مجموعة ما يُعرف عنها اتخاذ قرار يتميز بالمساواة.

## عضوية المجموعة
لقد تبين أنه يمكن الحصول على الاعتمادات الأخلاقية بشكل غير مباشر. بمعنى، سوف يتصرف الشخص كما لو كان هو نفسه يتمتع بالاعتمادات الأخلاقية عندما يلاحظ هذا الشخص شخصًا آخر من مجموعة ما معروف عنها اتخاذ قرارات تتمتع بالمساواة. وفي أحد الأبحاث التي تعتمد على نظرية الهوية الاجتماعية تبين أيضًا أن عضوية المجموعة تقلل فاعلية الاعتمادات الأخلاقية من حيث تخفيف وقع التصورات الخاصة بالتحيز. على وجه التحديد، تمت ملاحظة أن عرض الاعتمادات الأخلاقية له تأثير أكبر بين الأشخاص الذين يتشاركون حالة عضوية المجموعة.

## اقتباسات
- Philosopher Friedrich Nietzsche in Human, All Too Human (1878):

Innocent corruption. In all institutions that do not feel the sharp wind of public criticism (as, for example, in scholarly organizations and senates), an innocent corruption grows up, like a mushroom.